# SC Rapid Köln
SC Rapid Köln was een Duitse voetbalclub uit Keulen. De club is een voorloper van het huidige FC Viktoria Köln 1904. 

## Geschiedenis
De club ontstond op 29 juli 1949 door een fusie tussen VfR Köln 04 rrh. en Mülheimer SV 06 met de bedoeling om een nieuwe topclub te vormen. Voor de oorlog speelden er vele clubs in de hoogste reeksen, maar in 1948 werden door enkele fusies als de grotere clubs 1. FC Köln en SC Fortuna Köln opgericht. De club ging in de II. Division van de Oberliga West van start en eindigde twee jaar op rij in de middenmoot. In 1951 werd de licentie van de club ontnomen, maar kreeg deze later weer terug. Echter werd Rapid laatste in 1952 en degradeerde.
In 1954 werd de club groepswinnaar in de Landesliga, met één punt voorsprong op TuRa 1904 Bonn. Na winst tegen SV Baesweiler 09 werd de club Mittelrheinkampioen. In de daaropvolgende eindronde om promotie waren tegenstanders TSV Hüls en VfL Benrath echter te sterk. De club bleef sterk presteren in de Mittelrheinliga, maar kon geen promotie meer afdwingen. 
Op 10 juli 1957 fuseerde de club met SC Preussen Dellbrück. Deze ambitieuze club speelde in de Oberliga, maar beschikte niet over een eigen stadion. De naam voor de fusieclub werd SC Viktoria Köln. 